# Östron
Östron eller follikulin (C18H22O2) är ett steroidhormon som räknas till gruppen östrogener, och därmed som ett kvinnligt könshormon fastän båda könen har det. Det verkar genom att binda till östrogenreceptorer vilka finns uttryckta i många system i kroppen.

Syntes av steroidhormoner. Östron ses i den rosa rutan nere till höger. Det bildas av androstendion eller testosteron, och kan ombildas till östradiol och östriol. Hur stor andel androgener som ombildas till östron är könsberoende.

Östron bildas liksom de andra steroidhormonerna i en kedjeliknande procession som utgår från kolesterol. Det utgår från de manliga könshormonerna androstendion eller testosteron, vilka aromatiseras till östron genom enzymen aromatas. Detta sker hos båda könen i fettvävnad. Hos fertila kvinnor, som bildar mycket mer östron än män, bildas det också i äggstockar och placenta. Östron kan antingen verka i sig självt som ett östrogen, eller såsom prohormon ombildas vidare till östriol eller östradiol.
Östron är ett av de tre viktigaste östrogenerna. Båda könen har relativt höga nivåer östron vid födseln, men de sjunker sedan, för att inte stiga igen förrän HPG-axeln aktiveras under puberteten. För kvinnor är nivåerna det högsta av östrogenerna efter menopaus. Fertila kvinnor bildar mest östron strax före ägglossning. Eftersom östron bildas också i fettvävnad har fertila kvinnor med fetma mer östron än normalviktiga.
Män bildar vanligen mindre testosteron och fritt östradiol med stigande ålder, medan mängden östron är konstant.
Östron kan ombildas till metaboliten östron-sulfat (E1S eller E3S) i hjärnan, och ta sig förbi blod-hjärnbarriären. I den formen har det använts för att behandla Alzheimers och senildemens. E1S kan för övrigt påträffas i ett flertal vävnader såsom huden, och synes möjligen reglera östrogennivåerna i t.ex. hjärnan.
Djurförsök på möss har visat att östron kan skydda hjärncellerna vid hjärnskador. Östradiol antas skydda kvinnor från hjärt-kärlsjukdomar, men kvinnor som efter menopaus har högre östronnivåer än andra verkar ha samma skydd så länge som de högre nivåerna inte beror på fetma. Dock är det vanligt att ge postmenopausala kvinnor aromatashämmare, som minskar östronnivåerna, om de är i ett tidigt skede av bröstcancer.